# Isidro Frisancho
Isidro Frisancho (Cuzco, 15 de mayo de 1807 - Lima, 10 de mayo de 1872) fue un militar y político peruano. Actuó en las guerras civiles e internacionales de la naciente república peruana, hasta 1865. Fue ministro de Guerra en 1852, 1862-1863 y 1864.

## Biografía
En 1826 era teniente de la Guardia Nacional en la provincia de Lampa. A principios del año siguiente se incorporó al ejército peruano con el grado de subteniente.
En 1828 actuó a órdenes del general Agustín Gamarra en la invasión peruana de Bolivia y por su destacada actuación fue ascendido a teniente. Luego asistió a la guerra contra la Gran Colombia y peleó en la Batalla del Portete de Tarqui, siendo ascendido a capitán en el mismo campo de batalla (1829).
Durante el primer gobierno de Agustín Gamarra, actuó en la campaña realizada sobre la frontera de Bolivia (1831). Luego, a órdenes del ministro de Guerra Pedro Bermúdez, marchó a Ayacucho, para debelar la rebelión militar encabezada por los capitanes Deustua y Flores, misión que se concretó con la derrota de los rebeldes en el combate de Pultunchara (15 de agosto de 1833). Poco después fue ascendido a sargento mayor. 
A principios de 1834, apoyó el golpe de Estado del general Pedro Bermúdez contra el gobierno provisorio del general Luis José de Orbegoso, pero luego se contó entre los promotores del abrazo de Maquinhuayo, que puso fin a la guerra civil (24 de abril de 1834). 
Luego apoyó al gobierno del general Felipe Santiago Salaverry y participó en la guerra contra la invasión boliviana de 1835, pero tras la derrota de su jefe en la batalla de Socabaya (7 de febrero de 1836), marchó desterrado a Chile.
Regresó al Perú en filas de la Segunda Expedición Restauradora. Participó en la batalla de Portada de Guías (21 de agosto de 1838) y en la campaña librada en Áncash, que culminó con la victoria restauradora de Yungay (20 de enero de 1839). 
Bajo el mando del general Ramón Castilla marchó a debelar la llamada “revolución regeneracionista” que el coronel Manuel Ignacio de Vivanco encabezara en Arequipa, contribuyendo a la derrota de este en el combate de Cuevillas, librado el 6 de abril de 1841.
Luego actuó en la guerra entre Perú y Bolivia y se contó entre los derrotados en la batalla de Ingavi, librada el 18 de noviembre de 1841. Apresado por los bolivianos, fue puesto en libertad tras la firma de la paz en 1842. 
Estando en Puno, se negó a acatar la autoridad del general Francisco de Vidal (proclamado presidente en 1842) y se sumó a la revolución constitucional encabezada por los generales Domingo Nieto y Ramón Castilla, contra el gobierno del Directorio encabezado por Manuel Ignacio de Vivanco (1843). Con las fuerzas constitucionales de vanguardia marchó hacia Junín para detener el avance de las tropas vivanquistas, acción que le valió su ascenso a general de brigada (1844). Durante la batalla de Carmen Alto, librada el 22 de julio de 1844, actuó como jefe de Estado Mayor y estuvo al mando de parte de la artillería constitucional, contribuyendo destacadamente a la victoria de la revolución.
Pasó a Lima, donde se instaló como jefe de armas. Luego, ya bajo el primer gobierno de Ramón Castilla (1845-1851), fue sucesivamente prefecto de Ayacucho, Áncash, Junín, Cuzco y Amazonas.
En 1852, bajo el gobierno de José Rufino Echenique, fue nombrado Ministro de Guerra. Al estallar la Revolución Liberal de 1854 se mantuvo leal a Echenique y fue apresado por las tropas revolucionarias de Castilla. Pese a ello, apoyó al segundo gobierno de Castilla, y al frente de la guarnición acantonada en la Provincia de Lampa, se encargó de prevenir cualquier amenaza subversiva proveniente de la frontera con Bolivia (1859). Ya en las postrimerías de dicho gobierno, ejerció como prefecto de Cajamarca (1861-1862). 
Durante el gobierno del mariscal Miguel San Román, fue nuevamente Ministro de Guerra, del 24 de octubre de 1862 a 3 de abril de 1863. 
Durante el gobierno del general Juan Antonio Pezet, volvió una vez más a encabezar el Ministerio de Guerra, de 11 de agosto a 16 de octubre de 1864, como integrante del gabinete presidido por Manuel Costas Arce, del que también formaban parte Julián de Zaracondegui (Hacienda), José Simeón Tejeda (Justicia) y Toribio Pacheco (Relaciones Exteriores). Durante el desarrollo de la revolución encabezada por el coronel Mariano Ignacio Prado en 1865, se mantuvo leal a Pezet. Triunfante dicha revolución, se retiró del servicio.